# Paperone e il denaro
Paperone e il denaro (Scrooge McDuck and Money) è un film del 1967 diretto da Hamilton Luske. È un cortometraggio d'animazione prodotto dalla Walt Disney Productions, e rappresenta la prima apparizione cinematografica del personaggio di Paperon de' Paperoni, nonché la sua prima apparizione animata escludendo il breve cameo nella sigla de Il club di Topolino; si tratta inoltre dell'ultimo cortometraggio animato supervisionato personalmente da Walt Disney. È un film di stampo educativo sull'economia, composto principalmente da dialoghi in rima e canzoni scritte da Mel Leven e cantate dai personaggi e dal quartetto The Mellomen. Uscì negli Stati Uniti il 23 marzo 1967, distribuito dalla Buena Vista Distribution.

## Trama
Qui, Quo e Qua arrivano al deposito di Paperone con un salvadanaio contenente un dollaro e novantacinque, chiedendo allo zio di risparmiarli per loro in modo che possano diventare ricchi come lui. Paperone spiega loro che il risparmio è solo il primo passo e procede a raccontare la storia della moneta dal baratto fino alla carta di credito, poi passa a spiegare alcuni fondamenti dell'economia come l'inflazione, il budget e le tasse. Quindi avvisa i nipoti che il denaro, per poter crescere, dev'essere sempre in movimento. I nipotini non vogliono più che il loro denaro rimanga fermo, così Paperone decide di farglielo investire e li porta nella sua sala consiglio (di cui lui è l'unico componente) dove cerca di spiegare loro come funziona una società per azioni. I nipotini non ci capiscono nulla ma si fidano dello zio, che fa firmare loro l'investimento chiedendo però tre centesimi di parcella per la sua consulenza.

## Distribuzione

### Edizione italiana
La versione italiana del film è a cura di Roberto De Leonardis. Benché il corto sia stato distribuito nei cinema italiani il 29 aprile 1977 abbinato a una riedizione de La trappola di ghiaccio, il doppiaggio era stato eseguito dalla C.V.D. già due anni prima per l'inclusione di alcuni spezzoni nel programma di Rai 2 Passaggio obbligato.

## Altri media
Paperone e il denaro fu adattato da Don Christensen e Tony Strobl nella storia a fumetti "Zio Paperone e il denaro con la D maiuscola", pubblicata nel marzo 1967 allo scopo di promuoverne l'uscita.